# グアレグアイ (船)
グアレグアイ (Gualeguay) はアルゼンチン海軍の船。鉄製船体の外輪船。パラグアイ戦争でパラグアイに捕獲されて使用されている。
排水量80トン、長さ31.0m、幅4.34m。蒸気機関1基、ボイラー1基で出力40馬力、速力7ノット。乗員15名。兵装は12ポンド砲1門。
元は1863年ごろにスコットランドで建造された「Rio Vermejo」で、1864年11月にアルゼンチン海軍が取得し、「グアレグアイ」と改名した。
1965年4月13日、「グアレグアイ」と「25・デ・マヨ」が派遣されていたコリエンテスがパラグアイの「タクアリ」、「Ygurey」、「パラグアリ」、「Marqués de Olinda」、「Yporà」による攻撃を受けた際、2隻は捕獲された。「グアレグアイ」には「Marqués de Olinda」の支援の下、「パラグアリ」からの兵が向かい、交戦は考えなかった「グアレグアイ」の乗員は岸へ向かった。「グアレグアイ」はアスンシオンへ曳航された。
「グアレグアイ」は「25・デ・マヨ」、「Igurei（またはYgurey）」は1866年2月20日にPaso de la Patriaで1000名の軍を乗せると、パラナ川沿いのItatíへ向かった。同地の敵軍は撤退し、パラグアイ軍は町と宿営地を略奪、破壊。その後、「グアレグアイ」以外の2隻はHumaitáに戻ったが、「グアレグアイ」はパラナ川に留まった。
1866年3月22日、「グアレグアイ」はchata（8インチ砲1門搭載の無動力の船）を曳航してPaso de Patriaに集結する装甲艦4隻などからなるブラジル艦隊を攻撃した。その後も「グアレグアイ」は自身の砲で攻撃を行った。3週間で被弾したのは一度のみであった。
4月21日、パラグアイ軍のPaso de la Patriaからの撤退により、撤退不可能であった「グアレグアイ」は自沈した。
「グアレグアイ」はブラジルによって引き上げられてアルゼンチンに返還された。1966年10月に修理完了し、陸軍の支援に従事。1869年5月にはアスンシオンへ鉄道の蒸気機関や車両を積んだ艀を曳航した。1870年から1871年にかけてはアスンシオンで占領軍の支援にあたった。
「グアレグアイ」は1878年に除籍され、その後解体された。